# Emiko Yamamoto
Pour les articles homonymes, voir Yamamoto.
Emiko Yamamoto (山本 恵美子, Yamamoto Emiko), aussi connue sous le pseudonyme Emirin, est une développeuse de jeux vidéo. Elle est connue pour avoir créé Castle of Illusion et Kingdom Hearts,,, et travaille pour Disney.